# Mary Morris (scrittrice)
Mary Morris (Chicago, 14 maggio 1947) è una scrittrice statunitense.

## Biografia
Nata nel 1947 a Chicago dall'imprenditore Sol Henry Morris e dalla casalinga Rosalie, ha conseguito un B.A nel 1969 all'Università Tufts e ha completato gli studi alla Columbia University (M.A. nel 1973 e M.Phil nel 1977).
A partire dal suo esordio letteratio del 1979 con la raccolta di racconti Vanishing Animals ha pubblicato una quindicina di libri tra romanzi, racconti, saggi e memoir con una predilezione per il reportage di viaggi.

## Opere

### Raccolte di racconti
- Vanishing Animals (1979)
- The Bus of Dreams: Stories (1985)
- The Lifeguard: Stories (1997)

### Romanzi
- Crossroads (1983)
- The Waiting Room (1989)
- A Mother's Love (1993)
- House Arrest (1996)
- The Night Sky (1997)
- Acts of God (2000)
- Revenge (2004), Roma, Leconte, 2006 traduzione di Lia Giachero ISBN 88-88361-38-3.
- The Jazz Palace (2015)
- Gateway to the Moon (2018)
- The Red House (2025)

### Reportage di viaggi
- Niente da dichiarare: in viaggio da sola (Nothing to Declare: memoirs of a woman travelling alone, 1988), Milano, La tartaruga, 1993 traduzione di Vanna Rota Lombardi ISBN 88-7738-128-0.
- Wall to Wall: From Beijing to Berlin by Rail (1991)
- Angels & Aliens: A Journey West (1999)
- The River Queen (2007)
- All The Way To The Tigers (2020)

## Premi e riconoscimenti

### Vincitrice
Guggenheim Fellowship
- 1980[4]

Anisfield-Wolf Book Award
- 2016 nella categoria "Narrativa" con The Jazz Palace[5]